# Ianca
Ianca (udtale: ˈjaŋka) er en by i distriktet Brăila i Muntenien, Rumænien. Ved folketællingen i 2002 havde byen 12.886 indbyggere, hvilket gør den til Brăila amts næststørste bylokalitet i distriktet. Byen har 8.969 (2021) indbyggere.
Byen nævnes første gang i 1834. Den blev officielt en by i 1989. Ianca ligger i den nordøstlige del af den Rumænske slette. Distriktets hovedstad Brăila ligger ca. 40 km nordøst for byen.

## Administration
Byens areal er 186 km², hvoraf 10,9 km² har status som boligområde. Byen administrerer seks landsbyer: Berlești, Gara Ianca, Oprișenești, Perișoru, Plopu og Târlele Filiu. Her findes også en stor militærbase, som efter planen skal omdannes til en civil lufthavn.